# Will Barton
William Denard "Will" Barton (ur. 6 stycznia 1991 w Baltimore) – amerykański koszykarz, występujący na pozycji obrońcy.
W 2010 wystąpił w meczu wschodzących gwiazd - Nike Hoop Summit.
6 lipca 2022 został wytransferowany do Washington Wizards. 21 lutego 2023 opuścił klub. 28 lutego 2023 dołączył do Toronto Raptors.

## Osiągnięcia
Stan na 28 października 2023, na podstawie, o ile nie zaznaczono inaczej.
NCAA
- Zawodnik roku konferencji USA (2012)[6]
- Zaliczony do:
  - I składu:
    - konferencji USA (2012)
    - najlepszych pierwszorocznych zawodników C-USA (2011)
    - turnieju C-USA (2012)

  - III składu C-USA (2011)

NBA
- Uczestnik konkursu wsadów (2016)
- Lider play-off w skuteczności rzutów za 3 punkty (2014)[7]